# Патография
Патогра́фия — исследование жизни и творчества личности, написанное с точки зрения развития её психики с учётом нормальных и патологических характеристик данной личности, а также исходя из взаимосвязи её творчества и психических отклонений (в том числе отклонений, касающихся интимных сторон жизнедеятельности). Авторы патографий почти всегда выбирают в качестве объектов своих исследований жизнь и деятельность известных исторических личностей.
Жанр патографий был создан французскими авторами в первой половине XIX века. Одну из первых патографий, посвящённую Сократу, написал в 1836 году французский врач Луи-Франсуа Лелю (1804-1877). Термин «патография» ввёл в психиатрический обиход немецкий врач Пауль Юлиус Мёбиус (1853-1907), написавший патографии Гёте, Шопенгауэра, Шумана и ставший классиком данного жанра. Жанр патографии в течение нескольких десятилетий после своего возникновения получил широкое распространение в странах, где влияние литературы на жизнь общества было традиционно велико (например, в России и во Франции). Иногда патографию неправомерно смешивают с психографией — одним из применяемых для создания патографий методов, разработанных в психоанализе. Ряд авторов ошибочно приписывает создание первой патографии о Леонардо да Винчи основоположнику психоанализа Зигмунду Фрейду. 
В настоящее время патография имеет репутацию довольно экзотического метода психиатрического исследования, редко используемого в качестве основного подхода в специальных работах, несмотря на богатые традиции данного жанра в России и на регулярные публикации патографий в других странах.

## Определения
Хотя история патографических исследований насчитывает более ста лет, во многих справочных и энциклопедических изданиях (Большая Советская энциклопедия; Большая Медицинская энциклопедия и др.) термин «патография» отсутствует.
Российский психиатр А. В. Шувалов в опубликованной в 2006 году статье провёл анализ патографических дефиниций за последние сто лет, отметив изменение целей и задач патографических исследований с течением времени. Он перечисляет следующие определения патографии:
- «психопатологическая биографика», (Ясперс, 1913);
- «это биография, составленная под углом зрения патологии и освещающая не только историю жизни личности, но и творчество», (Birnbaum, 1920);
- «такой вид биографии, в котором физическая конституция, соматические и психические заболевания, наследственная отягощённость, признаки дегенерации, истерические и эпилептические состояния, склонность к алкоголизму и другие патологические признаки раскрываются в их значении для действующих лиц произведения», (Stern, 1921);
- «биография (практически главным образом выдающихся людей), составленная с точки зрения характерологических и психопатологических данных и освещающая историю жизненного развития личности и творчества», (Фрумкин, 1939);
- «анализ литературных произведений с целью оценки личности автора (больного)», (Гуськов, 1965);
- «особая форма биографии. Жизнеописание с учётом (психо)-патологических феноменов», (Haring, Leickert, 1968);
- «изучение творчества писателей, поэтов, художников, мыслителей с целью оценки личности автора как психически больного», (В. М. Блейхер, И. В. Крук, 1995);
- «патографией следует считать любое усмотрение, описание и анализ психопатологических и патопсихологических феноменов за пределами собственно психиатрической и психотерапевтической деятельности» (А. И. Сосланд, 1999).
- «область клинической психотерапии, исследующая процесс лечения незаурядным творчеством, то есть изучающая лечебное творчество одарённых людей, творчество, сообразное душевным, духовным особенностям творца», (М. Е. Бурно, 2000);
- «не “диагностирование” тех или иных представителей русской культуры на предмет их физического и психического здоровья, но сумма определённых, преимущественно литературных, контекстов, демонстрирующих взаимосвязь общественных представлений о медицине, с одной стороны, и о болезнях и смерти — с другой», (К. А. Богданов, 2005).

А. В. Шувалов обратил внимание на то, что хотя первые патографические исследования проводились психиатрами, в дальнейшем к ним присоединились психоаналитики, психотерапевты, а в последние годы — филологи. Поэтому первоначальное узкое определение, данное патографии психиатрами, с течением времени усилиями представителей других дисциплин было значительно расширено.

## История развития жанра
Жанр патографии возник в первой половине XIX века во Франции. Французский врач Луи-Франсуа Лелю (1804—1877) в 1836 году написал книгу о Сократе, объявив в ней галлюцинацией «гения» или «демона», в разговоре с которым Сократу приходили мудрые мысли. В 1846 году вышла книга Лелю о Блезе Паскале, якобы также испытывавшим галлюцинации. В дальнейшем аналогичные биографические описания знаменитых людей стали издаваться многими психиатрами в различных странах. Имя патографии как отдельному жанру дал немецкий психиатр Пауль Юлиус Мёбиус (1853—1907), написавший о Гёте, Шопенгауэре, Шумане. Наибольшее распространение новый жанр получил в странах, где литература играла особую роль в жизни общества, к примеру, в России и во Франции. Авторы патографий использовали в своих целях общественный интерес к личности знаменитых людей. В конце XIX — начале XX вв. во Франции вышли работы, посвящённые мнимым или реальным болезням Альфреда де Мюссе, Эдгара По, Жориса Карла Гюисманса, Гюстава Флобера, Франсуа Рене де Шатобриана. Российские психиатры также начали описывать предполагаемые болезни наиболее влиятельных отечественных писателей – Достоевского, Гоголя, Гаршина. Патографы претендовали на сенсационный характер своих исследований, заявляя, что полноценный анализ творчества невозможен без психиатрической оценки ушедших из жизни великих людей.
В 1920-е годы российские авторы патографий воспользовались изменением политической ситуации в стране и заметно активизировались. В этот период стали издаваться патографии даже тех людей, которые ранее считались примером для подражания, например, Иисуса Христа и А. С. Пушкина. В этот же период российский психиатр Г. В. Сегалин (1878—1960) стал издавать на Урале целый журнал, посвящённый патографиям: «Клинический архив гениальности и одаренности (эвропатологии)». Сам Сегалин поставил заочный диагноз «аффективной эпилепсии» Л. Н. Толстому. Другие авторы опубликовали в «Клиническом архиве гениальности и одаренности (эвропатологии)» работы о «психопатологиях» Леонида Андреева, Александра Блока, Сергея Есенина, Максима Горького, Михаила Лермонтова, Александра Скрябина и множества других знаменитых людей. С 1930-х годов публикаций патографий в СССР была прекращена, а «Клинический архив гениальности и одаренности (эвропатологии)» после четырёх лет существования был закрыт в 1930 году. Один из создателей советской системы невро-психиатрических диспансеров П. М. Зиновьев (1882—1965), ранее бывший энтузиастом патографического жанра, в статье для Большой медицинской энциклопедии написал, что психиатры не вправе давать социальную оценку деятельности великих людей. Аналогичную позицию занял лидер московских психиатров П. Б. Ганнушкин (1875—1933).
На Западе патографии выходили в течение всего XX века. В период усиления национализма в Европе тема «гений и болезнь» освещалась под влиянием всеобщего критического отношения к евгенике и к теории итальянского психиатра Чезаре Ломброзо о больном гении. 
В конце XX века в связи с политическими реформами в России жанр патографий стал возрождаться. После перестройки были переизданы некоторые старые патографии, а также написаны новые. Патография вновь начала обретать респектабельность как отдельный жанр либо как разновидность «медицинско-гуманитарного» исследования.

## Критика
Патография представляет собой спорный жанр, который одновременно пользуется заметной популярностью и подвергается критике. Главная идея, на которой базируется концепция данного жанра, состоит в том, что источником творчества является болезнь. Эта идея в научной среде скомпрометирована, однако сохраняет привлекательность. В социологических теориях социального контроля патография рассматривается в качестве инструмента медицинской стигматизации.
Основные претензии к авторам патографий выражаются в том, что они преувеличивают значение психической неуравновешенности для творчества, стараясь везде обнаружить симптомы психопатологии. Другое направление критики состоит в указании оппонентами на недопустимость объяснения жизнедеятельности выдающихся людей на основании тех же закономерностей, что и жизнедеятельности обыкновенных людей. Такие претензии характерны для гуманитариев, недооценивающих биологический и психологический факторы.
Ещё в первой половине XX века патографии критиковали за неэтичность, выражающуюся в приведении в них таких характеристик, которые не допускаются в публикациях о живых людях. Так, об А. С. Пушкине в одной из патографий говорится, что он страдал чрезмерным развитием половых желёз. В другой патографии, посвящённой М. А. Врубелю, его ближайшие родственники названы «маньяками» и «алкоголиками». Сами патографы в ответ на такие обвинения заявляли, что моральные оценки неуместны в отношении проводимого ими научного и объективного анализа. Другой аргумент состоит в указании на недопустимость основывать медицинский диагноз на литературных произведениях путём редукционистского превращения творческого текста в продукт болезни. Упорная приверженность медицинской или психоаналитической точке зрения авторов патографий в некоторых случаях приводит к анекдотическим ляпсусам. Так, литературовед Саймон Карлинский доказывал гомосексуальность Гоголя ссылкой на эпизод, когда этого писателя, гостившего в Зимнем Дворце у В. А. Жуковского, заметили одетым поверх костюма в женскую душегрею и капот. Ирина Сироткина указала, что гораздо проще объяснить этот поступок Гоголя холодом в залах дворца в зимнее время, который заставил писателя надеть на себя всю имеющуюся под рукой одежду.
Хотя патографы и участвуют в стигматизации, они редко инициируют её. Обычно психиатры присоединяются к общественному мнению и самоописаниям выдающихся людей. Мотивация авторов патографий может быть самой разнообразной: разоблачение знаменитости, эпатаж, выражение симпатии к известной личности, а также повышение престижа медицинского, психологического или психоаналитического проекта, в котором участвует автор конкретной патографии.